# Henryk II Cypryjski
Henryk II Cypryjski, Henryk II de Poitiers-Lusignan (ur. w 1271, zm. 31 sierpnia 1324) – król Cypru (1285–1324) i ostatni król Królestwa Jerozolimskiego (1285–1291).
Był synem Hugona III oraz Izabeli z Ibelinu. Władzę na Cyprze objął po śmierci starszego brata. Został koronowany 24 czerwca 1285 w katedrze Mądrości Bożej w Nikozji. Po śmierci Karola z Anjou, zdołał przejąć władzę w Akce 29 czerwca 1285 i 15 sierpnia 1286 koronował się na króla Jerozolimy. Powrócił na Cypr, a swojego wuja – Filipa z Ibelinu mianował bajlifem. Podczas jego rządów, w 1289 Mamelucy zdobyli Tyr, Bejrut i inne miasta, oraz zniszczyli osłabione Hrabstwo Trypolisu. 5 kwietnia 1291, kiedy Henryk znajdował się w Akce, rozpoczęło się oblężenie miasta. Henryk uciekł na Cypr, a miasto upadło 28 maja.
Henryk był ostatnim królem Jerozolimy, chociaż po upadku Królestwa w 1291 wielu władców posługiwało się tytułem Król Jerozolimy. Po upadku Akki pozostał królem Cypru i snuł plany odzyskania Królestwa Jerozolimy. W latach 1299–1300, kiedy Ilchanidzi pod wodzą Ghazana zaatakowali mameluków, Henryk próbował powstrzymać Genueńczyków od handlowania z tymi ostatnimi, aby osłabić ich ekonomicznie. Dwukrotnie pisał też listy do papieża Klemensa V, prosząc o zwołanie kolejnej krucjaty.
Henryk cierpiał na epilepsję. W 1303 skazał na śmierć swojego brata – Gwidona, konstabla Cypru, ponieważ ten planował pozbawić go władzy. W 1306 inny jego brat – Amalryk, książę Tyru i konstabl Jerozolimy razem z templariuszami uknuł przeciw niemu spisek. 26 kwietnia Henryk został obalony i wygnany do Małej Armenii, gdzie królem był Oszin – szwagier Amalryka. Amalryk został zamordowany w 1310, a Oszin uwolnił Henryka, który wrócił na Cypr i przy pomocy szpitalników odzyskał tron 26 sierpnia 1310. Sympatyków Amalryka kazał uwięzić (byli to m.in. ich brat konstabl Aimery, szwagier Balian II z Ibelin, książę Galilei oraz krewni Baliana). W 1313 osobiście nadzorował usunięcie templariuszy z Cypru i przekazanie ich własności szpitalnikom.

## Życie rodzinne
W 1317 Henryk poślubił Konstancję, córkę Fryderyka II, króla Sycylii i Eleonory Andegaweńskiej, ale para nie miała potomstwa.